# Кърымчахлар
«Кърымчахла́р» (крымч. кърымчахлар — «крымчаки») — крымское культурно-просветительское общество крымчаков. Общество создано в 1989 году. Председатель — Дора Пиркова.

## История
Общество «Кърымчахлар» основано 8 октября 1989 года в Симферополе во время первого съезда крымчаков. На первом съезде присутствовало более 300 человек. Причиной создания общества стало желание сохранить культуру, язык и традиции крымчаков. Первым главой общества стал Вениамин (Борис) Михайлович Ачкинази.
В 1997 году финансирование общества из бюджета Крыма было прекращено. Общество входило в состав крымского республиканского объединения межнационального согласия при Совете министров АР Крым.
В 2004 году по инициативе общества Верховный Совет Крыма принял постановление отмечать 11 декабря — Днем памяти крымчаков и крымских евреев — жертв нацизма. Кроме того, в 2004 году председатель общества «Кърымчахлар» Юрий Пурим и кандидат исторических наук Игорь Ачкинази инициировали открытие историко-этнографического музея крымчаков.
В 2006 году почётный председатель общества поддержал позицию постоянного представителя президента Украины в Крыму Геннадия Москаля о поддержке крымчакского языка. Также в 2006 году российский сухогруз был назван в честь общества «Кърымчахлар». Кроме, того в 2006 году общество выдвинуло Давида Реби и Михаила Пиастро на присвоение звания «Заслуженный работник культуры Автономной Республики Крым».
В 2014 году после аннексии Крыма Россией «Кърымчахлар» впервые за последние 15 лет не получил государственную поддержку.
В 2019 году общество стало одним из инициаторов установки на доме № 31 по улице Революции в Евпатории памятной доски Михаилу Захаровичу Пиастро.
В октябре 2019 года общество «Кърымчахлар» отпраздновало 30-летие со дня своего создания.

## Деятельность
Организация имеет отделения в Симферополе, Севастополе, Евпатории, Керчи и Феодосии. К 2014 году более 300 человек являлись членами общества. «Кърымчахлар» занимается изданием научно-популярной и художественной литературы.

## Руководители
- 1989—1992 — Вениамин (Борис) Михайлович Ачкинази, первый лауреат премии имени Евсея Пейсаха Крымского республиканского фонда культуры «за исследования истории и культуры крымчакского народа» (1991)[14][15].
- 1992—1997 — Давид Ильич Реби, лауреат премии имени Евсея Пейсаха (1994), заслуженный работник культуры Украины (2012).
- 1997—2002 — Виктор Михайлович Ломброзо, лауреат премии имени Евсея Пейсаха (1996), член Межнационального совета при Совете министров Автономной Республики Крым с 1998 года[14][16][17].
- 2002—2006 — Юрий Моисеевич Пурим, заслуженный работник культуры Автономной Республики Крым (2004)[14][18].
- 2006—н. в. — Дора Товьевна Пиркова, заслуженный работник культуры Автономной Республики Крым (2010)[3][19]. 17 августа 2015 года в Ялте представляла крымчаков на встрече Президента Российской Федерации В. В. Путина с представителями национальных общественных объединений Республики Крым[20].